# 남부 로망스어군
남부 로망스어군은 일부 분류 체계에서 사용되는 로망스어군의 한 분파이다. 다만 에스놀로그 등이 강하게 제창하고 있는 데 반해 언어학계에서의 쓰임은 많지 않다. 최근의 중론에 따르면 사르데냐어 및 주변 방언들은 로망스어군 내에서 독자적인 어군을 이루는 것이 사실이나 코르시카 제어는 이탈리아-달마티아어의 투스카어군에 속한다고 볼 수 있다.

## 분류
- 코르시카 제어?
  - 코르시카어
  - 갈루라어
- 사사리어: 코르시카어와 사르데냐어의 과도적 중간 언어·방언
- 사르데냐어
  - 사르도갈루라어
  - 사르도로구도로어
  - 사르도사사리어
  - 사르도캄피다노어
- 아프리카 로망스어?